# 張鑑 (建昌)
張鑑（14世紀—15世紀），字惟明，江西南康府建昌縣依仁里人，明朝政治人物。

## 生平
張鑑是永樂十五年（1417年）的舉人，十九年（1421年）成進士，獲授南安知縣，清廉而得民心；到宣德四年（1429年）陞為貴州道監察御史、巡按陝西考察期間免去冗官、舉薦賢令，又彈劾舞陽侯薛祿不軌，應誠伯孫昌貪酷、吏部尚書郭璡欠缺大臣禮儀稱旨。之後他前往雲南巡視，令少數民族仰慕服從，後曾任湖廣僉事、汝寧同知，正統十一年（1446年）陞本府知府，在該處興利除害，讓士民感懷，很快致仕回鄉。